# Wola Górzańska
Wola Górzańska – wieś w Polsce położona w województwie podkarpackim, w powiecie leskim, w gminie Solina. Leży w dolinie potoku Wołkowyjka, przy drodze z Baligrodu do Wołkowyi. Od strony południowo-zachodniej graniczy z nieistniejącą wsią Radziejową i dalej ze Stężnicą, a od strony północno-wschodniej z Górzanką.
Wola Górzańska należy do  rzymskokatolickiej Parafii Wniebowstąpienia Pana Jezusa w Górzance.
Wieś prawa wołoskiego w latach 1551–1600, położona w ziemi sanockiej województwa ruskiego. W latach 1975–1998 miejscowość administracyjnie należała do województwa krośnieńskiego.